# International Wrestling Association (Puerto Rico)
Die International Wrestling Association, kurz IWA Puerto Rico, war ein Wrestlingverband, der 1999 in Puerto Rico von Victor Quiñones gegründet wurde. 2012 wurde er aufgelöst, anschließend war die IWA Puerto Rico als Wrestling-Stable bei der World Wrestling League aktiv. Für 2019 ist ein Neuanfang angekündigt.

## Geschichte

### Vorgeschichte
Die Vorgeschichte der IWA Puerto Rico begann bereits 1994 in Japan, als Victor Quiñones die IWA Japan gründete. Die IWA Puerto Rico galt als deren spanischsprachige Schwesterorganisation für Lateinamerika.
Zunächst veranstaltete Victor Quiñones Veranstaltungen der World Wrestling Federation in Puerto Rico unter dem Namen WWF Latino. Ziel war es, eine Konkurrenz zum schnellen Stil von World Championship Wrestlings Cruiserweight Division zu etablieren. So kämpften dort unter anderem Essa Rios, Super Crazy, Negro Casas, aber auch etablierte Talente wie Savio Vega und Taka Michinoku. Das Produkt scheiterte, wobei das sogenannte „Spanish Announce Team“ der WWE erhalten blieb.

### IWA Puerto Rico
Anschließend gründete Quiñones zusammen mit Miguel Pérez, Jr. und Savio Vega die IWA Puerto Rico, die von 1999 und 2001 ein Entwicklungsterritorium von der WWF war. Bekannte Maineventer in diesen Jahren waren Chris Jericho, Kane, Chris Benoit, Goldust und Taka Michinoku. In die WWF kamen zu jener Zeit Tiger Ali Singh und Steve Bradley. Allerdings war die Zusammenarbeit zwischen IWA und WWF nur von kurzer Dauer. Viele Wrestler beklagten sich über die zeitweise schlimmen Bedingungen vor Ort.
Nach dem Ende des Development-Deals mit dem Wrestling-Marktführer stellte sich die IWA Puerto Rico als direkte Konkurrenz zum World Wrestling Council um die Vater Carlos Colón und seine Söhne Primo und Carlito auf. Bekannte Wrestler zu dieser Zeit waren Ricky Banderas (heute: Mil Muertes), Apolo und Chicano, sowie heutige WWE- und TNA-Stars wie Dean Ambrose, Bobby Roode, MVP und Abyss. Veranstaltungen in Puerto Rico erreichten zu Spitzenzeiten um die 5000 Zuschauer.
Bis 2006 blieb die Promotion erfolgreich, doch dann verstarb Victor Quiñones im Alter von 47 Jahren plötzlich und unerwartet an Herzversagen, das auf den Genuss von Somas mit Alkohol zurückzuführen war. Von da an verlor die Promotion an Einfluss und Größe, selbst Auftritte namhafte Indie-Wrestler wie Daniel Bryan, Bison Smith und Noah konnten den Niedergang nicht verhindern. 2012 musste die Promotion endgültig schließen.

### Als Teil der World Wrestling League
2012 wurde die World Wrestling League (WWL) in Puerto Rico gegründet. 2014 gelang ihr die Verpflichtung mehrerer ehemaliger IWA-Stars, darunter Savio Vega und Dennos Rivera. Dadurch entstand ein Wrestling-Angle im Stile einer Invasion-Stryline. In der Storyline versuchte Savio Vega (der tatsächlich die Namensrechte besaß), die WWL in die IWA umzubenennen. Die Storyline wurde 2015 relativ schnell wieder eingestellt, kam jedoch 2016 wieder zurück und ist seitdem Teil der WWL.

### Neuanfang 2019
Hochverschuldet beim Finanzamt von Puerto Rico konnte auf der Insel bisher kein Comeback des immer noch namhaften Brands gelingen. Die Namensrechte lagen weiterhin bei Miguel Pérez, Jr. und Savio Vega. Nach einem kurzen Intermezzo mit IWA Florida 2011 wurde dieser Brand Anfang 2018 wiederbelebt.
Für 2019 ist ein Comeback des Original-Brands angekündigt.

## Ehemalige Titel
| Titel                                         | Eingeführt        | Eingestellt       | Erster Titelträger | Letzter Titelträger           | Anmerkungen |
| --------------------------------------------- | ----------------- | ----------------- | ------------------ | ----------------------------- | --- |
| IWA Undisputed World Heavyweight Championship | 28. Oktober 2000  | 16. Juni 2012     | Glamour Boy Shane  | Bonecrusher                   | Eingestellt, als die IWA sich auflöste                                                                                                 |
| IWA World Tag Team Championship               | 6. Januar 2000    | 16. Juni 2012     |                    | La Milicia (Guevara & Zapata) | |
| IWA Hardcore Championship                     | 25. November 2000 | 16. Juni 2012     | Andrés Borges      | Crazy Louis                   | 2008 mit dem IWA Puerto Rico Heavyweight Championship vereinigt.                                                                       |
| IWA Intercontinental Championship             | 23. Februar 2002  | 16. Juni 2012     | Super Crazy        | Zcion                         | Am 19. Mai 2018 von Savio Vega neu angekündigt.                                                                                        |
| IWA World Junior Heavyweight Championship     | 21. Mai 1999      | 25. November 2006 | Mr. Águila         | Bolo The Red Bulldog          | 2006 durch den Cruiserweight-Titel ersetzt.                                                                                            |
| IWA World Cruiserweight Championship          | 9. Dezember 2006  | 16. Juni 2012     | Blitz              | Sr. C.                        | Auch bekannt als IWA Extreme Combat Division Championship, IWA World Cruiserweight Championship und IWA World Television Championship. |
| IWA Women’s Championship                      | 12. Mai 2007      | 17. Juli 2010     | Amazona            | Génesis                       | 2010 für inaktiv erklärt. |
| IWA Caribbean Heavyweight Championship        | 14. Februar 2009  | 16. Juni 2012     | Ravishing Richard  | Cyrus                         | |